# Gépidos
Los gépidos fueron un pueblo germano procedente del bajo Vístula, que se asentó en Transilvania. Fueron dominados por los hunos y combatieron junto a Atila en la batalla de los Campos Cataláunicos. Los gépidos estaban estrechamente relacionados con los godos, o incluso se considera que pudieron ser un subgrupo de godos.
Aparecen por primera vez en la historiografía en el siglo III como aliados de los godos en la invasión de Dacia del año 260. En el siglo IV fueron incorporados por el Imperio huno. Bajo su jefe Ardarico, y junto a otras tribus germánicas, consiguieron derrotar a los hunos en la batalla de Nedao en 454. Tras su emancipación, fundaron un reino con capital en Sirmio y conocido como Gepidia, que fue derrotado por los Lombardos un siglo después. Los restantes gépidos fueron conquistados por los Avaros en el siglo VI.[cita requerida]

## Orígenes
Los gépidos fueron los «más misteriosos de todas las grandes tribus germánicas del periodo migratorio», según el historiador Malcolm Todd. Ni Tácito ni Tolomeo los mencionan en sus detalladas listas de «bárbaros», sugiriendo que los gépidos emergieron solamente en el siglo III. Las primeras referencias esporádicas a ellos, que aparecen a finales del siglo III, nos los muestran al norte de la frontera del Imperio romano. El historiador bizantino Procopio incluía a los gépidos entre las naciones godas, junto a vándalos, visigodos y godos propiamente dichos, en su Guerras de Justiniano. Según el historiador Walter Goffart, el comentario de Jordanes muestra que los estudiosos bizantinos habían inventado el concepto de «naciones godas, que compartían el mismo idioma, cuerpos blancos, cabello rubio y cristianismo arriano».
Toda la información sobre el origen de los gépidos llegó de «maliciosas leyendas góticas»,, registradas en la Getica de Jordanes después de 550. Según la narración de Jordanes, la isla de "Scandza", que se asocia con Suecia por los estudiosos modernos, fue la cuna de los ancestros de godos y gépidos. Estos abandonaron Scandza en tres botes, acaudillados por Berig, un rey godo legendario. Jordanes escribe también que los ancestros de los gépidos viajaron en el último de los tres barcos, por lo que sus compañeros los apodaron gepanta, o "lentos y flemáticos". Se asentaron a lo largo de la orilla norte del Mar Báltico en una isla situada en la desembocadura del Vistula, llamada "Gepedoius" por Jordanes. Los historiadores modernos debaten si la parte del relato de Jordanes que describe esta migración está basada en la tradición oral gótica o si se trata de una "fabricación ahistórica".

## Historia

### Antes de los hunos

El Imperio romano en tiempos de Adriano (117-138); se muestra la ubicación de los Gepidae (gépidos) en torno a la desembocadura del Vístula.

Los historiadores modernos que escriben sobre la historia antigua de los gépidos, tienden a utilizar de forma combinada la narración de Jordanes con los descubrimientos arqueológicos. Según Jordanes, los gépidos decidieron abandonar «Gepedoius» durante el reinado de Fastida. Se desplazaron al sur, donde derrotaron a los burgundios. Tras la victoria, Fastida exigió tierras a Ostrogotha, rey de los visigodos, ya que el territorio de los gépidos estaba plagado de montañas y densos bosques. Ostrogotha se negó a complacer a Fastida y los gépidos se enfrentaron a los godos «en la ciudad de Galtis cerca del río Auha» fluía, según Jordanes. Lucharon hasta que cayó la oscuridad cuando Fastida y sus gépidos se retiraron del campo de batalla y regresaron a sus tierras. El arqueólogo Kurdt Horedt sitúa la batalla al este de los Cárpatos después de 248 y antes de la retirada de los romanos de Dacia a comienzos de la década de 270. Por otro lado, el historiador István Bóna afirma que ambos ejércitos se enfrentaron en la antigua provincia romana de Dacia en torno a 290.
Los gépidos invadieron las provincias romanas de la península balcánica junto a los godos y otras «tribus de los escitas», en 269, pero el emperador Claudio Gótico los derrotó, según la Historia Augusta. La misma fuente afirma también que el emperador Probo, que gobernó entre 276 y 282, asentó a los prisioneros de guerra gépidos en los Balcanes.
La historia de los gépidos en el siglo IV se desconoce, ya que ninguna fuente escrita los menciona durante ese periodo. El silencio de las fuentes romanas sugieren que estaban establecidos lejos de las fronteras del Imperio. Basándonos en la referencia de Jordanes a las «escarpadas montañas» de la tierra de los gépidos, los historiadores localizan este territorio cerca de los Cárpatos, junto a los cursos superiores de los ríos Tisza y Dniéster. La fecha exacta del asentamiento de los gépidos en la llanura panónica no se puede determinar con exactitud. El arqueólogo István Bóna opina que estaban presentes en la región nororiental ya en 260. Según Coriolan H. Opreanu, parecen haber llegado a la zona en torno al año 300. Eszter Istvánovits y Valéria Kulcsár han escrito que no hay pruebas arqueológicas de presencia gépida en la zona antes de 350.
Se han desenterrado tumbas en cementerios ubicados entre los ríos Tisza y Koros que contenían espadas, lanzas y escudos. Muchos estudiosos (incluyendo a Kurdt Horedt, István Bóna y Coriolan H. Opreanu) atribuyen esas tumbas a guerreros gépidos. Tumbas de mujeres en los mismos cementerios presentaban objetos —como broches de bronce y plata, peines de hueso y fibulas— similares a los pertenecientes a la Cultura de Cherniajov. István Bóna considera que la expansión de estos cementerios indica que los gépidos sometieron a la tribu germánica de los Victohali, que previamente habitaron en la misma región, antes de exandirse hacia el río Mures.

### En el Imperio huno
Un gran grupo de diversos pueblos procedentes del Danubio medio cruzaron el Rin e invadieron el imperio en 405 o 406. Aunque la mayoría de las fuentes contemporáneas listan únicamente a suevos, vándalos y alanos, según san Jerónimo, que vivía en Belén en torno a esa época, también los gépidos participaron en la invasión. La migración de los hunos hacia occidente fue la causa última que forzó a las tribus germánicas a abandonar la llanura panónica y buscar refugio en el Imperio.
Jordanes escribe que Turismundo, rey de los ostrogodos, y que era súbdito de los hunos «ganó una gran victoria sobre» los gépidos, pero murió en la batalla en 405. La información de Jordanes sugiere que los gépidos se vieron obligados a aceptar el dominio ostrogodo, pero estos últimos eran representantes del emergente imperio huno. Un tesoro de joyas de oro, encontrado en Șimleu Silvaniei, fue escondido en las primeras décadas del siglo V, muy probablemente por las luchas entre gépidos y hunos, según István Bóna.
Los guerrero gépidos lucharon junto a los hunos a lo largo de las siguientes décadas. Atila el Huno estimaba a Ardarico, rey de los gépidos, y Valamir, rey de los ostrogodos, «sobre todos los otros jefes», sometidos a los Hunos, en la década de 440, según Jordanes. La participación gépida en las campañas de los hunos contra Roma les proporcionaron abundante botín, contribuyendo al desarrollo de una rica aristocracia. Las tumbas aisladas de las mujeres de la aristocracia gépida, evidencian la riqueza de los líderes gépidos: fíbulas y brazaletes de plata, grandes pendientes de oro y broches y hebillas de plata en ropa y cinturones. Una «hueste incontable» bajo el mando de Ardarico constituyó el ala derecha del ejército de Atila en los Campos Cataláunicos en 451. En la víspera del encuentro, gépidos y francos se enfrentaron entre sí, con los francos defendiendo el Imperio Romano y los gépidos en el bando huno, en un encuentro que parece haber concluido en tablas con 15000 bajas entre ambos ejércitos.[cita requerida]
Atila murió inesperadamente en 453. Los enfrentamientos entre sus hijos acabaron por provocar una guerra civil, permitiendo a los pueblos sometidos alzarse en rebelión. Según Jordanes, Ardarico, que «se encolerizó por tantas naciones siendo tratadas como esclavos de la más baja condición», fue el primero en coger las armas contra los hunos. La batalla decisiva se libró junto al río Nedao, que no ha podido ser identificado, en Panonia en 454 o 455. En la batalla, las fuerzas combinadas de gépidos, rugios, sármatas y suevos derrotaron a los hunos y sus aliados, incluidos los ostrogodos.

### Reino de los gépidos

Gepidia en el momento de su máxima extensión.

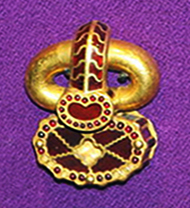
A belt buckle from the treasure of Apahida.

Tras la batalla de Nedao, el Imperio huno se desintegró, y los gépidos se convirtieron en la fuerza dominante en las regiones orientales de la llanura panónica. Según Jordanes, los gépidos «por su propio poder ganaron para sí el territorio de los hunos y gobernaron como vencedores sobre toda Dacia, exigiendo al Imperio romano nada más que paz y un tributo anual» tras su victoria. El emperador Marciano les confirmó su estado de aliados del imperio y les concedió un subsidio anual de cien libras de oro. Los tesoros excavados en Apahida y Someșeni dan buena prueba de la riqueza alcanzada por los jefes gépidos durante la segunda mitad de siglo.
Los gépidos se unieron a una coalición formada por suevos, esciros, sármatas y otros contra los ostrogodos que se habían establecido en Panonia. Sin embargo, los ostrogodos consiguieron derrotar a la liga en la batalla de Bolia en 469. Después de que los ostrogodos abandonaran Panonia en 473, los gépidos capturaron Sirmium (actual Sremska Mitrovica en Serbia), una ciudad estratégicamente situada en el camino entre Italia y Constantinopla. Thraustila, rey de los gépidos, trató de evitar que los ostrogodos cruzaran el río Vuka en la campaña de Teodorico el Grande contra Italia, pero fue derrotado. Los gépidos perdieron también Sirmium a manos de los ostrogodos, según Walter Pohl. En resumen, según Walter Goffart, Trasarico, hijo de Thraustila «recuperó el control de Sirmium, pero posiblemente bajo señorío ostrogodo». Teodorico el Grande envió a un tal comes Pitzia para lanzar una campaña contra los gépidos que pretendían, bien capturar Sirmium, bien liberarse de la autoridad de Teodorico en 504. El comes Pitzia expulsó a las tropas gépidas de Sirmium sin mucha resistencia.
En un intento por aprovechar la muerte de Teodorico en 526, los gépidos invadieron nuevamente la región de Sirmium en 528 o 530, pero fueron derrotados por Vitiges.
Los gépidos alcanzaron la cumbre de su poder después de 537, asentados en la rica zona alrededor de Singidunum (actual Belgrado). Durante un tiempo, la ciudad de Sirmium (actual Sremska Mitrovica) se convirtió en el centro del Estado Gépido y el rey Cunimundo acuñó monedas de oro en ella.
En 546 el Imperio bizantino se alió con los lombardos, y en 552 los gépidos sufrieron una desastrosa derrota frente a Alboino, rey de los lombardos, en la batalla de Asfeld, tras la que Alboino se fabricó una copa hecha con la calavera de Cunimundo.

#### Lista de reyes gépidos
- Fastida, fl. c. 250
- Ardarico, fl. c. 454
- Gunderit
- Thraustila, fl. 488
- Thrasaric, fl. 505
- Mundonus
- Elemundo, ?-548
- Turisindo, 548-c. 560
- Cunimundo, c. 560-567

### Caída y últimos registros
Los gépidos fueron finalmente derrotados por los ávaros en 567. Muchos gépidos siguieron a Alboino a Italia en 568, pero otros muchos permanecieron en sus tierras. En 630, Teofilacto Simocates nos cuenta que un ejército bizantino entró en el territorio de los Avaros y atacó una fiesta gépida, capturando treinta mil gépidos (no encontraron ávaros).[cita requerida] Recientes excavaciones junto al Tisza en Szolnok han sacado a la luz un noble gépido de una tumba ávara con piezas túrquico-ávaras junto a las tradicionales ropas germanas con las que fue enterrado.[cita requerida]

### Primarias
- Genethliacus of Maximian Augustus by an Anonymous Orator (291) (Translation and Notes by Rodgers) (1994). In: In Praise of Later Roman Emperors: The Panegyrici Latini (Introduction, Translation, and Historical Commentary with the Latin Text of R. A. B. Mynors by C. E. V. Nixon and Barbara Saylor Rodgers) (1994); University of California Press; ISBN 0-520-08326-1.
- The Gothic History of Jordanes (in English Version with an Introduction and a Commentary by Charles Christopher Mierow, Ph.D., Instructor in Classics in Princeton University) (2006). Evolution Publishing. ISBN 1-889758-77-9.

### Secundarias
- Bóna, István (1974). A középkor hajnala: A gepidák és a langobardok a Kárpát-medencében [The Dawn of the Dark Ages: the Gepids and the Lombards in the Carpathian Basin] (en húngaro). Corvina Kiadó. ISBN 963-13-0491-4.
- Christensen, Arne Søby (2002). Cassiodorus, Jordanes and the History of the Goths: Studies in a Migration Myth. Museum Tusculanum Press. ISBN 87-7289-7104.
- Goffart, Walter (2009). Barbarian Tides: The Migration Age and the Later Roman Empire. University of Pennsylvania Press. ISBN 978-0-8122-3939-3.
- Heather, Peter (2010). Empires and Barbarians: The Fall of Rome and the Birth of Europe. Oxford University Press. ISBN 978-0-19-973560-0.
- Kharalambieva, Anna (2010). «Gepids in the Balkans: A Survey of the Archaeological Evidence».  En Curta, Florin, ed. Neglected Barbarians. Brepols. pp. 245-262. ISBN 978-2-503-53125-0.
- Opreanu, Coriolan Horaţiu (2005). «The North-Danube Regions from the Roman Province of Dacia to the Emergence of the Romanian Language (2nd–8th Centuries AD)».  En Pop, Ioan-Aurel; Bolovan, Ioan, eds. History of Romania: Compendium. Romanian Cultural Institute (Center for Transylvanian Studies). pp. 59-132. ISBN 978-973-7784-12-4.
- Southern, Patricia (2001). The Early Germans. Routledge. ISBN 0-415-23944-3.
- Todd, Malcolm (2003). The Early Germans. Blackwell Publishing Ltd. ISBN 0-631-16397-2.
- Wolfram, Herwig (1988). History of the Goths. University of California Press. ISBN 0-520-06983-8.